# شیپور سرخ
شیپور سرخ (نام علمی: Ipomopsis aggregata) نام یک گونه از خانواده گل‌آتشیان است.